# Saint-Germain-de-Marencennes
Saint-Germain-de-Marencennes là một xã ở tỉnh Charente-Maritime thuộc vùng Nouvelle-Aquitaine tây nam nước Pháp.
- Xã của tỉnh Charente-Maritime